# 刑事クイン/妖術師の島
『刑事クイン/妖術師の島』（原題: The Mighty Quinn）は、1989年のアメリカ合衆国のサスペンス映画。A・H・Z・カーの小説『妖術師の島』が原作で、映画のタイトルはボブ・ディランの曲『Quinn the Eskimo (Mighty Quinn)』より。日本では劇場未公開、JSB（現：WOWOW）にて放映。

## ストーリー
カリブ海の小さな島の警察署長エグゼヴィア・クイン(デンゼル・ワシントン)は、FBIでの研修をパスするほど優秀であるにもかかわらず、こんな小さな田舎に戻ってきたことから、島の住人達や、妻のローラ（シェリル・リー・ラルフ）からは変人扱いされ、皮肉の意味を込めて "The Mighty Quinn（無敵のクイン様）" と 呼ばれていた。
ある日、高級リゾート・ホテル経営者ドナルド・ペイター(アレックス・コロン)が殺される。クインは、部下のジャンプ・ジョーンズ（アート・エヴァンス）と共に現場に向かい調査を進めると、クインの幼馴染であるチンケな詐欺師・モウビー(ロバート・タウンゼント)の名前が浮き上がる。目撃者はモウビーが10,000ドル紙幣を運んでいたと証言するが、モウビーは行方をくらまし、その紙幣も見つからなかった。
手がかりを捜すためクインは、モウビーの恋人のイソラ（タイラ・フェレル）に会いに行き、叔母で島の妖術師のウーブ・パール(エスター・ローレ)を紹介される。ウーブは、トマス・エルギン(ジェームス・フォックス)という男の妻ハドリー(ミミ・ロジャーズ)という女の行方を追うよう命じる。
妖術師に導かれ捜査を進めるクインは、やがて大きな陰謀と対峙する。

## キャスト
- エグゼヴィア・クイン：デンゼル・ワシントン
- トマス・エルギン：ジェームズ・フォックス
- ハドリー・エルギン：ミミ・ロジャース
- モウビー：ロバート・タウンゼント
- ローラ：シェリル・リー・ラルフ
- ドナルド・ペイター：アレックス･コロン
- ジャンプ・ジョーンズ：アート・エヴァンス
- イソラ：タイラ・フェレル
- ウーブ・パール：エスター・ローレ
- フレッド・ミラー：M・エメット・ウォルシュ
- ラジ博士：カーヤ・ルーク
- ホセ・ペティーナ：アレックス・コロン
- シャルク・アンダークアルフィールド知事：ノーマン・ビートン

## 撮影
映画のアウトドア・シーンは、ポートアントニオ、その他の主な部分はジャマイカの様々な場所で撮影が行われた。

## 評価
Rotten Tomatoesでは16のレビューの下、88%の支持を獲得し、高い評価を得た。『シカゴ・サンタイムズ』のロジャー・イーバートは、デンゼルの演技を絶賛し、星4つの満点をつけている。